# Kuryanza
Kuryanza är ett vattendrag i Burundi.   Det ligger i provinsen Karuzi, i den norra delen av landet, 100 kilometer öster om huvudstaden Bujumbura.
Omgivningarna runt Kuryanza är en mosaik av jordbruksmark och naturlig växtlighet. Runt Kuryanza är det tätbefolkat, med 297 invånare per kvadratkilometer.